# STS-102
STS-102 est la vingt-neuvième mission de la navette spatiale Discovery et la huitième mission vers la Station spatiale internationale (ISS).

## Équipage
- James D. Wetherbee (5), Commandant  États-Unis
- James M. Kelly (1), Pilote  États-Unis
- Andrew S. W. Thomas (3), Spécialiste de mission  États-Unis
- Paul W. Richards (1), Spécialiste de mission  États-Unis

### Membre d'équipage pour l'ISS
- Iouri Ousatchev (4), Commandant de l'ISS  Russie de la RSA
- James S. Voss (5), Ingénieur de vol  États-Unis
- Susan J. Helms (5), Officier Scientifique  États-Unis

### Membre d'équipage de retour de l'ISS
- William M. Shepherd (4), Commandant de l'ISS  États-Unis
- Yuri Ghidzenko (2), Commandant de Soyouz  Russie de la RSA
- Sergueï Krikaliov (5), Ingénieur de vol de l'ISS  Russie de la RSA

Le chiffre entre parenthèses indique le nombre de vols spatiaux effectués par l'astronaute, STS-102 inclus.

## Paramètres de la mission
- Masse :
  - Navette au lancement : 99 503 kg
  - Navette à vide : 90 043 kg
  - Chargement : 5 760 kg
- Périgée : 370 km
- Apogée : 381 km
- Inclinaison : 51,5°
- Période : 92,1 min

### Amarrage à la station ISS
- Début : 10 mars 2001, 06 h 38 min UTC
- Fin : 19 mars 2001, 04 h 32 min UTC
- Temps d'amarrage : 8 jours, 21 heures, 54 minutes

### Sorties dans l'espace
- Voss et Helms  - EVA 1
- Début de EVA 1 : 11 mars 2001 - 05h12 UTC
- Fin de EVA 1 : 11 mars 2001 - 14h08 UTC
- Durée : 8 heures, 56 minutes

- Thomas et Richards  - EVA 2
- Début de EVA 2 : 13 mars 2001 - 05h23 UTC
- Fin de EVA 2 : 13 mars 2001 - 11h44 UTC
- Durée : 6 heures, 21 minutes

## Objectifs
Mission logistique vers l'ISS et 1er vol du module cargo italien Multi-Purpose Logistics Module  (MPLM).

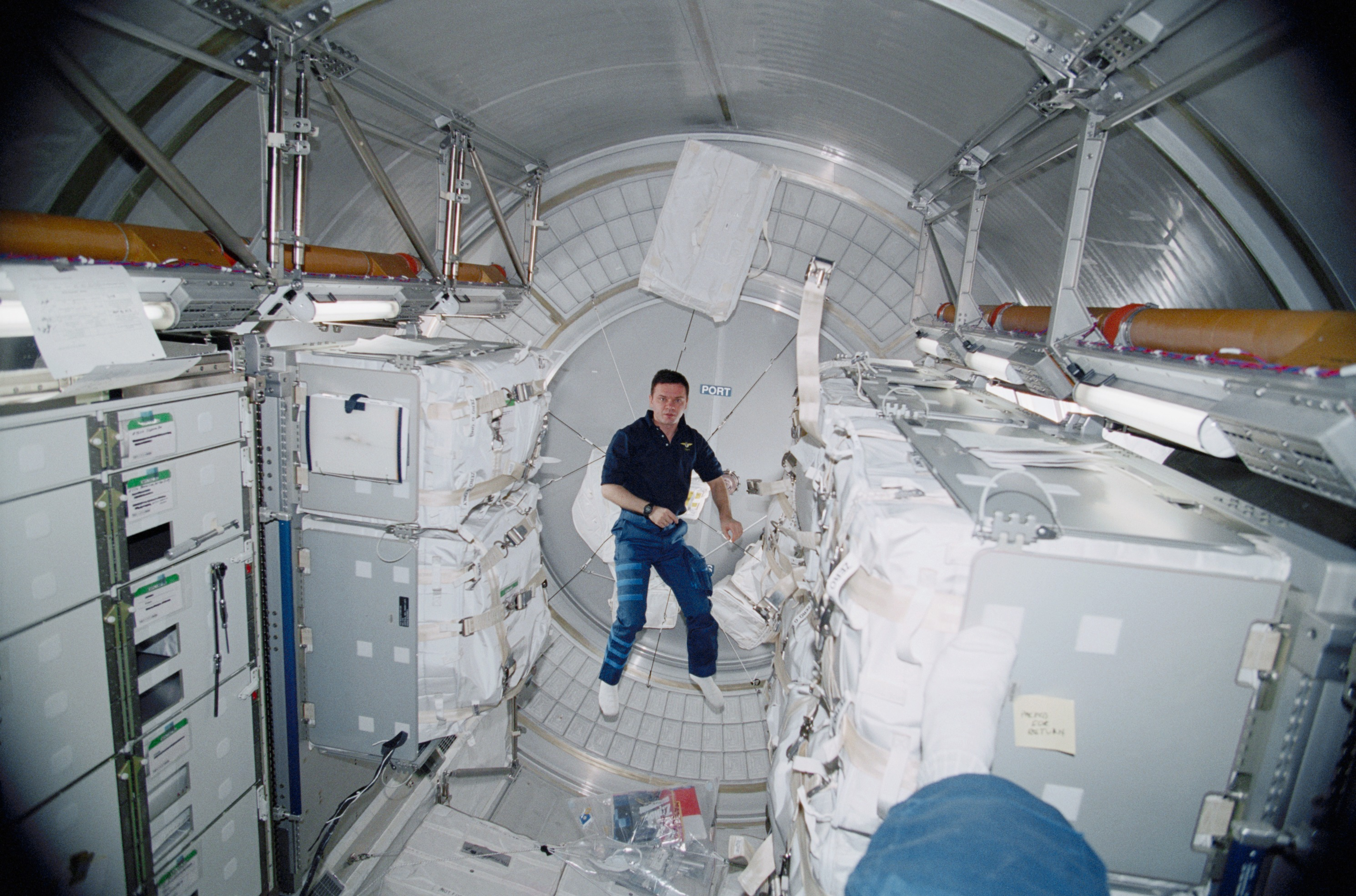
le MPLM vu de l'intérieur.
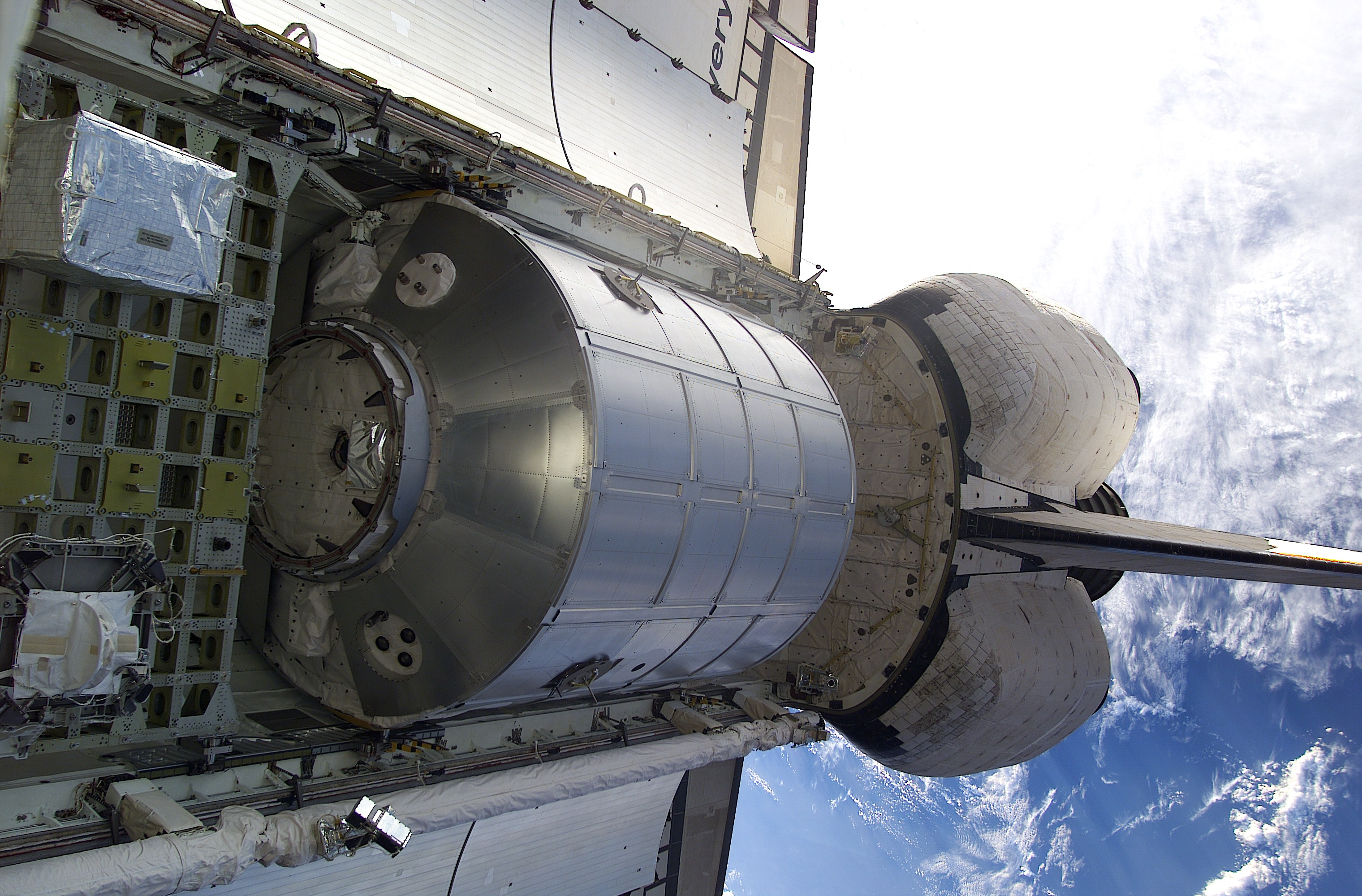
le MPLM encore arrimé à sa navette.